# Peine de mort au Canada

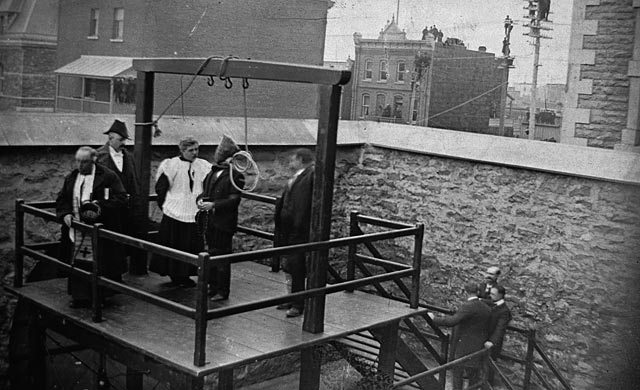
Exécution de Stanislaus Lacroix le 21 mars 1902 à Hull au Québec.

La peine de mort au Canada remonte à 1859 où le pays était encore une colonie britannique. Avant que le Canada abandonne la peine de mort pour les assassinats le 14 juillet 1976, 1 481 personnes avaient été condamnées à mort et 710 d'entre elles exécutées. Des personnes exécutées, 697 étaient des hommes et 13 étaient des femmes.

## Histoire
La seule méthode utilisée au Canada pour la peine de mort de civils est la pendaison. 
En 1838 et 1839, douze patriotes furent pendus à la Prison du Pied-du-Courant: 2 le 21 décembre 1838, 5 le 18 janvier 1839 et 5 autres, dont Chevalier De Lorimier, le 15 février 1839.
La dernière exécution au Canada est la double pendaison d'Arthur Lucas (en) et de Ronald Turpin (en) le 11 décembre 1962 à la Don Jail (en) de Toronto.
La peine de mort fut abolie en 1976, excepté pour des infractions militaires comme la mutinerie, pour lesquelles elle fut abolie en 1998.
Le 30 juin 1987, un projet de loi pour rétablir la peine de mort a été rejeté par la Chambre des communes sur un vote de 148 contre et 127 pour.

## Règles constitutionnelles entourant la peine de mort
Bien que la peine de mort soit contraire à la Charte canadienne des droits et libertés (Article 7 – Droit à la vie, à la liberté et la sécurité de la personne, article 12 - Prohibition des peines cruelles et inusitées), le législateur fédéral conserve néanmoins la possibilité d'invoquer la disposition de dérogation dans une loi spéciale et donc de rétablir la peine de mort pour des périodes successives renouvelables de 5 ans. Il existe toutefois un coût politique à l'invocation de la disposition de dérogation, qui réduit fortement les chances qu'elle soit invoquée ; à ce jour, le législateur fédéral n'a jamais invoqué la clause nonobstant.
Une différence importante la peine de mort aux États-Unis et l'application potentielle de la peine de mort au Canada est que le huitième amendement de la Constitution des États-Unis prohibe les méthodes d'exécution cruelles et inusitées comme le supplice  d'être pendu, traîné par une claie et équarri, mais ne prohibe pas les méthodes d'exécution qui auraient été jugées non cruelles au moment de l'adoption de la Constitution au XVIIIe siècle, comme l'injection létale. Au Canada, la possibilité de déroger à la prohibition des peines cruelles et inusitées par la clause nonobstant signifie qu'il est en principe possible d'imposer légalement des méthodes d'exécution cruelles et inusitées comme le fait d'être pendu, traîné par une claie et équarri, voire toute autre peine cruelle et inusitée documentée dans l'histoire.

## Opinion publique contemporaine
À l'époque contemporaine, des sondages montrent de façon récurrente qu'une faible majorité de Canadiens sont favorables à un rétablissement de la peine de mort. Les Québécois sont environ 43 % en faveur de son rétablissement, tandis que l'appui à la peine de mort se situe à 58 %, 60 % et 62 % en Ontario, en Saskatchewan et en Alberta respectivement. L'opinion publique canadienne est donc plutôt en décalage avec le régime pénal actuel, qui n'envisage jamais la peine de mort en aucun cas.